# RTL Regional
Mit RTL Regional werden zusammenfassend die regionalen Nachrichtensendungen im Programm von RTL Television bezeichnet. Der tatsächlich genutzte Sendungsname unterscheidet sich je nach Sendegebiet. Die Sendungen werden seit jeher um 18 Uhr ausgestrahlt.

## Ausgaben
Es existieren heute vier Regionalmagazine, die unter der Marke RTL firmieren:

### RTL Nord

Logo von RTL Nord seit April 2023

Für Hamburg und Schleswig-Holstein
| Name              | Jahre     |
| ----------------- | --------- |
| Harriet Heise     | 1994–2002 |
| Markus Lanz       | 1995–1997 |
| Kay-Sölve Richter | 2000–2003 |
| Annett Möller     | 2003–2005 |
| Sandra Kuhn       | 2005–2006 |
| Mareile Höppner   | 2002–2004 |
| Susanne Böhm      | seit 2006 |
| Romy Hiller       | 2008–2018 |
| Linda Mürtz       | 2012–2022 |
| Alexander Müschen | seit 2023 |
| Sophia Haak       | seit 2023 |

 Für Niedersachsen und Bremen
| Name             | Jahre     |
| ---------------- | --------- |
| Sandra Kuhn      | 2005–2006 |
| Jasmin Wiegand   | seit 2006 |
| Sabrina Ilski    | 2015–2022 |
| Alexander Gurgel | seit 2015 |
| Jenny Richter    | seit 2023 |

### RTL West

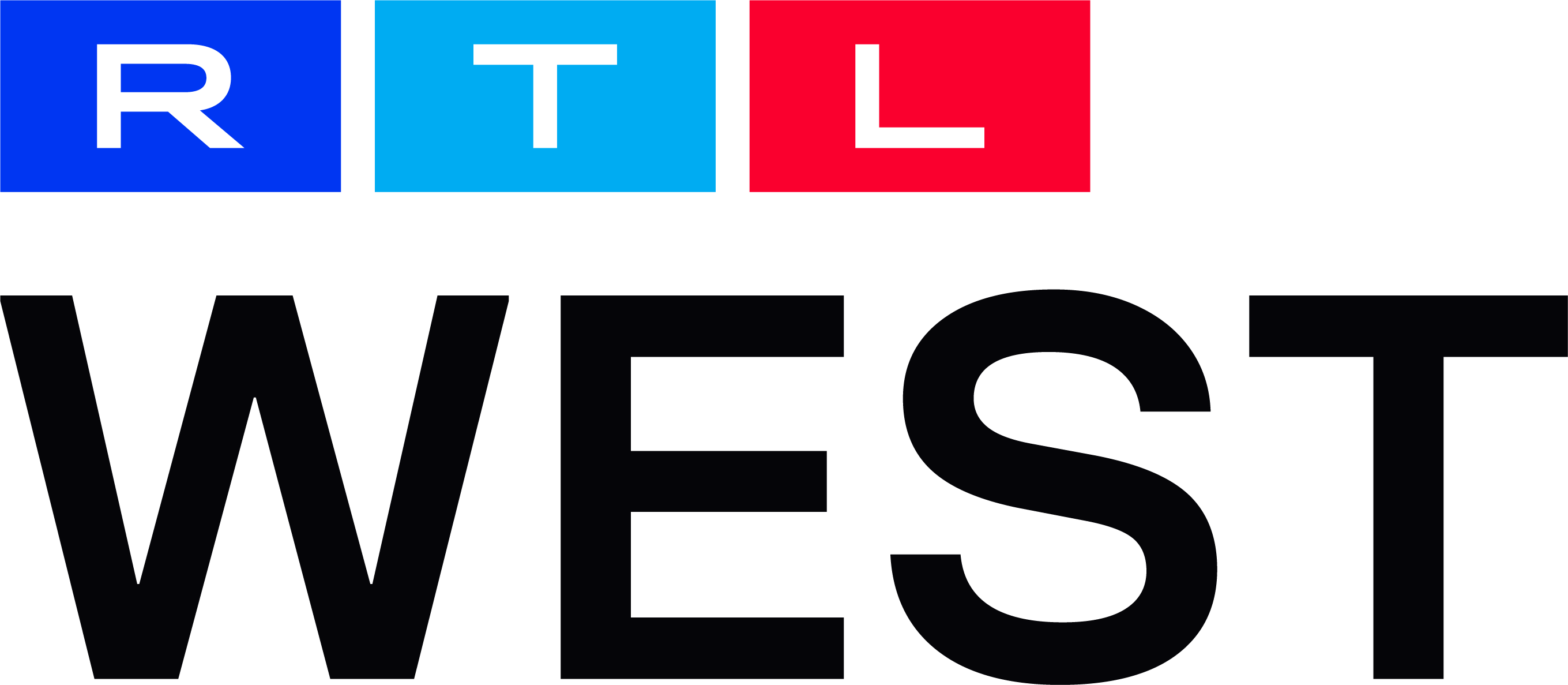
Logo von RTL West seit April 2023

- für Nordrhein-Westfalen (Eigenschreibweise: RTL WEST)
- ehem. u. a. TELE WEST, RTL WEST L!VE, Guten Abend RTL

| Name                  | Jahre                                                          |
| --------------------- | -------------------------------------------------------------- |
| Frauke Ludowig        | 1990–1993                                                      |
| Hartmut Müller-Gerbes | 1990–1998                                                      |
| Wolfgang Link         | 1992–1995                                                      |
| Andrea Moos           | k. A.–1994                                                     |
| Miriam Meckel         | 1994–1995                                                      |
| Claudia Hessel        | seit 01. September 1995                                        |
| Birgit von Bentzel    | 1997–2001                                                      |
| Thorsten Sleegers     | 1997–2000                                                      |
| Arne Merx             | Hauptmoderator: 2000–2004 Vertretung: 2021                     |
| Kristina Sterz        | 2002–2006                                                      |
| Katty Salié           | 2003–2004                                                      |
| Sonja Schwetje        | 2005–2010                                                      |
| Susanna Ohlen         | 2010–2015                                                      |
| Sebastian Reddig      | seit 17. November 2014                                         |
| Daria Semcov          | seit 03. Juli 2017                                             |
| Steffen Schmidt       | 29. Dezember 2022 (einmalige Moderation einer Best-of-Sendung) |

### RTL Hessen

Logo von RTL Hessen seit April 2023

- für Hessen

| Name              | Jahre      |
| ----------------- | ---------- |
| Karin Eppler      | 1996–2001  |
| Claudia Wolfgramm | 2001–k. A. |
| Jennifer Knäble   | 2005–2017  |
| Tina Mattick      | seit k. A. |
| Hülya Deyneli     | 2011–2018  |
| Juliana Müller    | seit 2017  |
| Luisa Vollmert    | seit 2020  |
| Tobias Radloff    | seit 2021  |

### RON TV

Logo von RON TV

- für Rheinpfalz, Odenwald, Neckar

### Weitere Formate
In Bayern gibt es kein landesweites tägliches Regionalprogramm bei RTL, stattdessen wird dort je nach Region auf dem 18-Uhr-Sendeplatz das Regionalmagazin von einem der 16 regionalen bayerischen Fernsehsender ausgestrahlt (z. B. münchen.tv oder Franken Fernsehen). In München existierte aber bis 2005 ein vom damaligen Regionalsender tv.münchen unabhängiges und nur für das RTL-Fenster eigenständig lizenziertes Fensterprogramm RTL München Live.
In den neuen Ländern und Berlin gibt es kein landesweites tägliches Regionalprogramm bei RTL.
Eine Fensterregelung für Regionalsender wie in Bayern gilt auch in den in Baden-Württemberg und Rheinland-Pfalz liegenden Teilen der Metropolregion Rhein-Neckar. Von 1986 bis 31. Juli 2017 sendete zu dieser Zeit das Rhein-Neckar Fernsehen (RNF) mit seiner Sendung "RNF Life". Im Jahr 2016 stand turnusgemäß die Neuvergabe des RTL-Regionalfensters an, das ein Auftragsvolumen von 1,4 Millionen Euro hat. Neben RNF bewarb sich auch die Zone 7 GmbH & Co. KG aus Ludwigsburg. Die zuständigen Gremien konnten sich nicht einigen: Rheinland-Pfalz bevorzugte Zone 7 und in Baden-Württemberg kamen die Gremien zu keiner einvernehmlichen Lösung. Deswegen wurden RNF und Zone 7 beauftragt, eine gemeinsame Lösung zu finden. Ende März, kurz vor dem Vergabetermin 1. April, zog RNF seine Bewerbung zurück, um langwierige Klagen zu vermeiden. Im Gegenzug erhielt es von Zone 7 den Auftrag, die Produktion des Regionalfensters bis zum 31. Juli 2017 fortzusetzen. Seit 1. August 2017 sendet die Zone 7 das neue Fensterprogramm unter dem Namen "RON TV". Dazu wurde die Redaktion von Ludwigsburg nach Mannheim verlegt, welche bereits seit 2008 die nationalen Programme von RTL Deutschland mit Nachrichtenbeiträgen beliefert. Im Rahmen der Lizenzvergabe kam es zu erheblichen Einmischungen seitens der Politik. Obwohl die Landesmedienanstalten aus Rheinland-Pfalz und Baden-Württemberg eine staatsferne und politisch unabhängige Entscheidung treffen sollen, wandte sich Mannheims Oberbürgermeister Peter Kurz an die Ministerpräsidentin Malu Dreyer und an den Ministerpräsidenten Winfried Kretschmann, damit diese sich für eine Lizenzvergabe an das RNF einsetzen und eine Lizenzvergabe nicht an die Konkurrentin Zone 7 erfolgt. Abgeordnete von SPD und Grüne versuchten direkten Einfluss auf den Rundfunkrat der Landesanstalt für Kommunikation zu nehmen, was möglicherweise auch gelang. Absprachen zwischen RNF und der Politik wurden jedoch nicht bekannt.
Früher verfügten noch weitere eigenständige Fernsehsender über ein solches Fenster bei RTL, wie das Fernsehen aus Berlin (FAB), TVAL im brandenburgischen Angermünde und die sächsischen Sender Dresden Fernsehen, Leipzig Fernsehen und Chemnitz Fernsehen.
Ausschließlich in Bayern gibt es außerdem noch am Wochenende ein landesweites Fensterprogramm bei RTL. Samstags von 17.45 Uhr bis 18.45 Uhr sendet dort TV Bayern Live. Dieses Fenster wurde Anfang 2015 vom jahrelangen Sendeplatz am Sonntag zur gleichen Zeit auf den Samstag verlegt. Vor November 2009 war auf dem Sonntags-Sendeplatz das Bayern-Journal zu empfangen, das samstags auch ein Fensterprogramm bei Sat.1 ausstrahlte.

## Geschichte der Regionalprogramme bei RTL
Mit der Erteilung terrestrischer Sendefrequenzen an die neu entstandenen Privatsender war in einigen Ländern die Auflage verbunden, ein Regionalmagazin für das jeweilige Land auszustrahlen (analog zu den regionalen Nachrichtensendungen, die zu dieser Zeit im Vorabendprogramm des Ersten ausgestrahlt wurden). Die Produktion dieser damals entstandenen Regionalmagazine erfolgt in Form von Fensterprogrammen mit einer eigenständigen Lizenz durch verschiedene Produktionsfirmen.
Anfangs hatten die 45 Minuten dauernden regionalen Sendungen noch eigenständige Namen. So gab es das im Mai 1988 gestartete Magazin Hamburg Schlag 6 und die später gestarteten Magazine Kiek in für Schleswig-Holstein, Punkt 6 für Niedersachsen und Bremen, Tele West für Nordrhein-Westfalen und den Hessen Report. Ab 1990 wurden die Namen vereinheitlicht und es hieß fortan RTL Nord Live (anfangs drei, später zwei Ausgaben), RTL WEST Live und RTL Hessen Live. Über Satellit und in Gegenden ohne Regionalprogramm wurde zu dieser Zeit meist eine Serie ausgestrahlt, zwischen Januar 1992 und September 1993 lief die vom DDR-Fernsehen übernommene Sendung Elf 99. Ab 1995 gab es dann an dieser Stelle ein überregionales Ländermagazin namens Guten Abend RTL. Die inzwischen auf 30 Minuten verkürzten Regionalmagazine wurden namentlich an dieses angepasst und hießen ebenfalls Guten Abend RTL, manchmal noch ergänzt durch das Sendegebiet (z. B. Guten Abend RTL Hessen).
Im Rahmen einer Umstrukturierung des RTL-Vorabendprogramms im Herbst 2006 wurde das nationale Guten Abend RTL eingestellt und seitdem um 18 Uhr Explosiv – Das Magazin auf diesem Platz ausgestrahlt, das somit in Gegenden mit Regionalprogramm nur noch mit seiner Samstagsausgabe zu empfangen ist. Die Regionalsendungen behielten den Sendungsnamen aber bis zum Juni 2012 bei, seitdem tragen die Sendungen die aktuellen Namen.

## Empfang
Die Regionalmagazine können in den entsprechenden Sendegebieten über Kabelanschluss in SDTV und über DVB-T2 in (hochskaliertem) HDTV empfangen werden. Über Satellit sind die beiden Nord-Programmversionen für Niedersachsen/Bremen und Hamburg/Schleswig-Holstein sowie die West-Version für Nordrhein-Westfalen europaweit in SDTV verfügbar. Das Regionalprogramm für Hamburg/Schleswig-Holstein wurde erst am 1. Februar 2017 wieder auf Astra aufgeschaltet, nachdem es bereits bis zum 4. Juni 2012 auch über Satellit zu empfangen war. Es wurde damals aber durch das Programm für Nordrhein-Westfalen ersetzt. RTL Hessen ist nicht über Satellit verfügbar.
Das bayerische Regionalprogramm am Samstag kann ebenfalls über Satellit unter der Kennung „RTL Bayern“ empfangen werden.
Im Netz von Vodafone Kabel Deutschland im baden-württembergischen Riesbürg wird die Programmversion für Augsburg eingespeist, obwohl dort kein RTL-Regionalmagazin zuständig ist.
Im Netz von Unitymedia im rheinland-pfälzischen Reckenroth wird die Programmversion für Hessen eingespeist, obwohl dort kein RTL-Regionalmagazin zuständig ist.
Im Netz von Unitymedia in den rheinland-pfälzischen Orten Mudersbach und Niederfischbach wird die Programmversion für Nordrhein-Westfalen eingespeist, obwohl dort kein RTL-Regionalmagazin zuständig ist.
In den Netzen von Vodafone Kabel Deutschland im hessischen Großkrotzenburg und im nordrhein-westfälischen Lügde werden nur die Programmversionen für den bayerischen Untermain bzw. Niedersachsen/Bremen eingespeist.